# 그리스 문화
그리스 문화는 그리스의 문화를 가리킨다.

## 개요
그리스 세계의 조숙 지대라 할 수 있는 이오니아(소아시아 연안)에는 서정시가 나타났는데 최초의 학문적 사색도 기원전 6세기에 이 지방에서 비롯되었다.
그 중심에는 탈레스(전640?-전546?), 계속해서 아낙시만드로스(전611-전546?), 아낙시메네스(전585?-전528?), 헤라클레이토스(전500?-) 등이 있다.
그들의 관심은 세계의 물질적 구성의 원리, 즉 시원형질(始源形質)은 무엇인가라는 의문이었다. 그 결과 ‘물(탈레스)’, ‘무한자(無限者：어떤 무규정한 것, 아낙시만드로스)’, ‘공기(아낙시메네스)’ 등 사변(思辨)에 대한 답변은 여러 가지인데 어느 것이나 자연을 물리적으로 모색하고 있으므로 그들을 이오니아의 자연철학자라고 부른다.
이오니아의 학문적 최성기는 이 때까지이다. 왜냐하면, 그 곳이 페르시아 전쟁의 소란한 전쟁터가 되어 버렸기 때문이며, 예를 들어 피타고라스(전582?-전497/6) 등이 서쪽 대(大)그리스 식민지(남이탈리아·엘레아)에 옮겨, 이후 얼마 동안 그곳이 학문의 중심지가 된 것이다(엘레아파).
페르시아 전쟁의 승리는 그리스인의 문화 창조에 있어 가장 큰 영향을 끼쳤다. 이를 계기로 철학이 문학·예술상 크게 변화를 보인다. 한마디로 요약하면 그리스인의 관심의 중심이 신화에서 그리고 자연에서 탈피하여 모두 인간 그 자체에 집중한 것이다. 대승리는 그들에게 인간의 능력과 의지에 대해 자신을 주고, 이것이 ‘인간 관심의 문화’ 창조에 대한 충동이 되었다. 그리하여 전후(戰後) 이 곳에 찬란한 ‘고전기’가 시작된다. 이것이 오늘날 우러러보는 그리스 문화인 것이다.
중심지는 또다시 이동하여 이번에는 페르시아 전쟁을 승리로 이끈 아테네가 다음 세대의 기수가 된 것이다.

## 철학
당시 철학은 자연에 대한 관심을 잃어버리고, 인간 철학 즉 시민적 윤리의 학문이 되었다.
더구나 당시에 싹틔웠던 민주정치는 근본적으로 변론 능력을 요구했기 때문에 변론·논리를 교수하는 궤변이 판을 쳤다.
궤변가소피스트들은 교묘한 말로써 상대방의 사고를 혼란시켜 거짓을 참인 양 설파하는 묘기를 즐겨하고 진리의 탐구는 잊어버렸다.
당시 유명한 궤변가로는 프로타고라스, 프로디코스, 고르기아스, 히피아스, 트라시마코스 등이 있다.
이와 같은 한심스러운 풍조를 바로잡으려고 몸을 바쳐서 지선을 설파하며 실천한 사람이 소크라테스이다.
스승의 유훈을 서술한 플라톤의 데이아로고이는 그리스 문학의 백미이지만 이데아론 철학은 미완성 체계이면서도
그렇기 때문에 가장 아름답고, 그리스 철학 최고의 극치를 보여주고 있다.
제자 아리스토텔레스는 지식을 집대성·체계화하여 학문으로 분류한 업적의 방대함 때문에 학문의 조직자로서 후세에 커다란 영향을 남겼다.

## 문학
소포클레스는 신의론적 모순을 애써서 줄거리에서 빼버리고 섭리와 정의의 양자 조화를 이룩하려 했다.
그러므로 이야기 자체는 하잘것 없었으나 관객은 오히려 긴장감 없는 안도감과, 조화·원만함을 좋아했었다고 전한다.
에우리피데스는 섭리와 정의의 상호 모순에 열정을 쏟았다.
그는 예술가로서 아마도 가장 예민하게 문제 의식과 비판을 함께 다루었다.
에우리피데스의 작품은 신에 대한 회의를 정면으로 적나라하게 밝히고 그 결과를 수습하지 못한 채 마무리되었다.
신들은 부정되고, 인물은 영웅다움을 잃고, 그 부조화, 암담한 고뇌와 비관주의는 아테네 시민들의 환영을 받지 못했다.
오늘날은 그의 사상성과 혁신성을 보다 높이 평가하고 있다.

## 산문
산문에서는 헤로도토스, 투키디데스의 「역사」를 들수 있다.
전자는 대승리의 감격을 가지고 재미있게 페르시아 전쟁을, 후자는 ‘용이하지 않은’ 중대 인식(重大認識)으로부터 냉철하게 그 당시 교전중이었던 펠로폰네소스 전쟁을 서술했다.
헤로도토스는 오늘날 전해 오는 완전한 사서(史書)의 효시이므로 역사의 아버지로 불리지만, 필치는 단순해서 모든 호기심을 끌 듯한 이야기들을 모아 읽을거리로는 즐길 수 있으나, 정확성은 떨어진다.
그에 반해서 투키디데스의 작품은 의식적으로 흥미 본위를 배제하고, 확실·정확·객관적이므로 사학사상(史學史上) 그 의의는 오히려 높게 평가된다.

## 희극
희극은 그리스어의 코모이데이아라는 낱말을 해석한 것이다.
그대로 원뜻은 ‘시골 연극’이었지만, 대천재 아리스토파네스가 혁신적인 변혁을 가져왔다.
‘비극’이 국영 연극임에 대해서 이쪽은 사적(私的) 오락이라고 할 수 있다.
그러나 그 주제는 정치·사회의 풍자에 있으며, 해학(諧謔)이나 야유 속에 세속에 비평을 교묘히 위장시킨 내용이 많다.
착상도 기발하여 부인들의 성적(性的) 파업에 의해 남성들을 굴복시켜 전쟁을 중지시켜 보자는 「여자의 평화」를 들 수 있다.
노골적인 에로티시즘으로 인해 오늘날의 번역자를 당황하게 만드는 천한 결말도 많지만, 얼빠진 듯이 보이나 건강하고 또 반전(反戰)·반속물(反俗物) 근성의 백본(back bone)은 의연하게 흐르고 있다.

## 미술
고전기에는 페이디아스(Phidias：아크로폴리스에 파르테논 축조), 폴리클리투스(조각, 아르고스)가 균형과 조화를 갖춘 그리스 미술의 황금 시대를 이루었다.
신전의 안정된 비례와 장중함은 고전 그리스 시대 정신의 집대성이라 할 수 있다.
폴리클리투스는 합리적으로 인체미의 표준을 산정(算定)한 저서 『규범』을 남겼다.

## 참조
- 이 문서에는 다음커뮤니케이션(현 카카오)에서 GFDL 또는 CC-SA 라이선스로 배포한 글로벌 세계대백과사전의 내용을 기초로 작성된 글이 포함되어 있습니다.

## 같이 보기
- 파르테논 신전
- 소포클레스
- 투키디데스
- 헤로도토스